# August Kolb (SS-mann)
August Heinrich Kolb (ur. 15 sierpnia 1893 w Rößleinsdorfie, zm. 2 października 1962 w Norymberdze) – zbrodniarz hitlerowski, kierownik obozu koncentracyjnego Sachsenhausen oraz SS-Hauptsturmführer.
Członek SS, służbę w obozach koncentracyjnych rozpoczął w 1942 w KL Arbeitsdorf. W 1943 Kolb przeniesiony został do Sachsenhausen, gdzie przebywał do kwietnia 1945, sprawując między innymi funkcję Schutzhaftlagerführera (kierownika obozu i zastępcy komendanta). Kierował przynajmniej 100 egzekucjami przez powieszenie na placu apelowym obozu, rozstrzelaniem około 50 więźniów niezdolnych do pracy czy morderstwami popełnianymi na więźniach podczas ewakuacji Sachsenhausen w kwietniu 1945. 
Po zakończeniu wojny Kolb dwukrotnie stanął przed zachodnioniemieckimi sądami w związku ze zbrodniami popełnionymi w Sachsenhausen. Najpierw 13 października 1954 Sąd w Nürnberg-Fürth skazał go za kierowanie wyżej wymienionymi egzekucjami przez powieszenie i rozstrzelanie na 4 lata i 3 miesiące więzienia. Kolb ponownie skazany został 16 marca 1961. Sąd w Nürnberg-Fürth wymierzył mu kare 6 lat pozbawienia wolności za udział w zabójstwie dwóch więźniów narodowości niemieckiej w latach 1943 i 1944.    